# Cyrtandra lutescens
Cyrtandra lutescens är en tvåhjärtbladig växtart som beskrevs av Margaret Clark Gillett. Cyrtandra lutescens ingår i släktet Cyrtandra och familjen Gesneriaceae. Inga underarter finns listade i Catalogue of Life.